# Istenszülő elszenderedése fatemplom (Sajó)
A sajói Istenszülő elszenderedése fatemplom műemlékké nyilvánított épület Romániában, Máramaros megyében. A romániai műemlékek jegyzékében az  MM-II-m-A-04756 sorszámon szerepel.